# Nisοs Dia
Nisοs Dia este o arie protejată (arie specială de conservare — SAC, sit de importanță comunitară — SCI, arie de protecție specială avifaunistică — SPA) din Grecia întinsă pe o suprafață de 1.184,61 ha, integral pe uscat.

## Localizare
Centrul sitului Nisοs Dia este situat la coordonatele 35°26′49″N 25°13′08″E / 35.447014°N 25.218769°E.

## Înființare
Situl Nisοs Dia a fost declarat sit de importanță comunitară în aprilie 1997 pentru a proteja 10 specii de animale. Alte tipuri de protecție:
- arie de protecție specială avifaunistică (în octombrie 2001)[3]
- arie specială de conservare (în martie 2011)[2][4][5]

## Biodiversitate
Situată în ecoregiunea mediteraneană, aria protejată conține 8 habitate naturale: Faleze cu vegetație de Limonium spp. endemic de pe coastele mediteraneene, Salicornia și alte specii anuale care populează regiunile mlăștinoase și nisipoase, Matorral arborescenți cu Juniperus spp., Sarcopoterium spinosum phryganas, Pante stâncoase calcaroase cu vegetație casmofită, Peșteri inaccesibile publicului, Peșteri marine scufundate complet sau parțial, Păduri de Olea și Ceratonia.
La baza desemnării sitului se află mai multe specii protejate de  păsări (10): lăstunul mare (Apus apus), șorecarul comun (Buteo buteo), lăstun de casă (Delichon urbicum), Falco eleonorae, șoim călător (Falco peregrinus), rândunică (Hirundo rustica), Phalacrocorax aristotelis desmarestii, corcodel mare (Podiceps cristatus), Sylvia ruppeli, Tachymarptis melba.
Pe lângă speciile protejate, pe teritoriul sitului au mai fost identificate 11 specii de plante.